# Toni Mora
Toni Mora (Caldes d'Estrac, 1957) és un cineasta català. Va començar a fer curtmetratges el 1977 i videoclips el 1982. També va treballar com a assistent de direcció en muntatges teatrals i ha adaptat diàlegs en doblatge. Només ha dirigit un llargmetratge, Cràpules (en castellà, Cucarachas), pel que fou guardonat amb el Premi Revelació pel Cercle d'Escriptors Cinematogràfics el 1993. El 1994 treballà com a actor al curtmetratge Escrito en la piel de Judith Colell.